# HMS Iron Duke (F234)
Pour les autres navires du même nom, voir HMS Iron Duke.
Le HMS Iron Duke est une frégate de type 23 de la Royal Navy.

## Histoire
En 2000, l'Iron Duke fait partie de la flotte de la Royal Navy - comprenant l'Illustrious, l'Ocean, l'Argyll, le Chatham et quatre navires de la RFA - déployée en Sierra Leone pendant la guerre civile. L'Iron Duke relève l'Argyll de ses fonctions en septembre. Le navire, aidé par l'Ocean, accueille une école pour orphelins à Freetown. Le président Ahmad Tejan Kabbah décrète que l'école portera le nom d'Iron Duke en l'honneur de l'équipage qui fait la construction de six salles de classe.
L'Iron Duke vient à Valparaiso, au Chili, pour aider à améliorer les relations avec l'allié traditionnel du Royaume-Uni. Il s'agit de la première visite d'un navire de la Royal Navy depuis l'arrestation d'Augusto Pinochet en octobre 1998.
En mai 2002, l'Iron Duke est remis en service après un radoub, armé d'un nouveau canon de 4,5 pouces Mod 1. En janvier 2003, le navire est déployé dans les Caraïbes pour des opérations de lutte contre la drogue, de secours aux sinistrés de la saison des ouragans et la visite de territoires britanniques d'outre-mer à des fins diplomatiques.
En février 2006, l'Iron Duke fait des exercices dans le loch Goil et le loch Fyne.
En septembre 2006, il assure une présence dans les territoires d'outre-mer du Royaume-Uni dans les Caraïbes et apporte la contribution britannique à la guerre américaine contre la drogue. Il retourne au Royaume-Uni en décembre 2006. Au cours de son déploiement de six mois, l'Iron Duke parcourt plus de 31 000 milles marins (57 000 km) et effectue 22 visites portuaires dans 18 endroits différents.
En 2007, l'Iron Duke est mis en cale sèche pendant dix mois au HMNB Portsmouth. Divers systèmes sont mis à jour, y compris l'équipement de guerre anti-sous-marine, et la capacité à accueillir l'hélicoptère Merlin est ajoutée. La première installation d'un système de filtration radiale chimique, biologique, radioactive et nucléaire de l'OTAN est réalisée. Ce filtre subit des essais avant l'installation à toute la flotte, en cas de succès.
Après 18 mois de réaménagement et de modernisation, en mars 2008, l'Iron Duke est à mi-parcours de sa formation opérationnelle en mer, prêt à être déployé dans l'Atlantique Nord à la fin du mois de mai. Tous les aspects de la guerre sont inclus dans la formation, y compris le Thursday War.
Le 18 avril 2008, il est déployé à Avonmouth pour s'entraîner à la sécurité maritime et portuaire. Les polices d'Avon et de Somerset participent à la formation sur la coopération entre la Royal Navy et la police en uniforme en cas de violation de la sécurité portuaire. Plus tard en avril, l'entraînement opérationnel en mer de l'Iron Duke augmente en difficulté avec une simulation de tension entre les forces Brownian et Ginger avec des négociations dans un port neutre (Devonport) et un risque élevé d'attaques terroristes. Cet exercice a testé les capacités défensives du navire et la flexibilité de la réponse proportionnelle aux menaces. Plus tard dans la série d'exercices, un ouragan frappe l'île simulée de Bullpoint, permettant à l'Iron Duke de tester ses capacités de secours en cas de catastrophe, y compris les premiers secours, fournissant de la nourriture et un abri aux survivants.
L'Iron Duke visite sa ville natale, Kingston upon Hull, au cours de la fin de semaine du 26 au 29 avril 2008 et est ouvert au public pendant six heures.
Le vendredi 13 juin, l'Iron Duke arrive à Lisbonne, au Portugal, après deux opérations de combat pour déterminer qu'il est prêt à être déployé sur le plan opérationnel. L'Iron Duke est informé par le Centre opérationnel d’analyse du renseignement maritime pour les stupéfiants, une agence paneuropéenne de lutte contre les stupéfiants, de renseignements sur des affaires criminelles telles que le trafic de cannabis et de cocaïne en haute mer. Il s'arrête à Gibraltar pour le réapprovisionnement. La frégate va en patrouille de sécurité maritime dans l'Atlantique Nord. Le prince William de Cambridge sert à bord de l'Iron Duke dans les Caraïbes pendant cinq semaines à partir de fin juin 2008 avec le grade de sous-lieutenant.
Le 31 août 2008, l'Iron Duke est envoyé pour aider les efforts de secours pour l'ouragan Gustav.
L'Iron Duke intercepte des drogues illicites expédiées des Caraïbes vers l'Europe à plusieurs reprises, parfois avec l'aide des membres de la United States Coast Guard embarqués. Les gros convois sont interceptés le 25 juin 2003 (3,7 tonnes de cocaïne sur le MV Yalta), le 2 juin 2008 (900 kg de cocaïne dans un hors-bord qui coule plus tard), fin juillet 2009 (des drogues d'une valeur marchande de 33 millions de livres sur un hors-bord plus tard coulé par des coups de feu) et en septembre 2009 (5,5 tonnes de cocaïne).
L'Iron Duke passe la première moitié de 2011 dans le golfe Persique avant de relever le Liverpool au large de la Libye, où il participe à des opérations de combat pour la première fois en 20 ans d'existence. Il entre dans l'aire d'opérations interarmées le 16 juillet 2011 et, au cours des cinq jours qui suivent, il se rend plusieurs fois aux stations d'opérations pour appuyer les opérations à terre. Il est responsable de la destruction d'une batterie d'artillerie à l'extérieur de la ville assiégée de Misrata, tandis que le canon de 4,5 pouces de la frégate tire de nombreuses projectiles éclairants pour les avions de l'OTAN. Il revient à Portsmouth fin juillet, en compagnie de son sister-ship Richmond.
L'hélicoptère de la prochaine génération de la Royal Navy, le Wildcat, fait 20 jours de tests exigeants à bord de l'Iron Duke, sa première frégate, en janvier 2012.
En mars 2012, l'Iron Duke a un important réaménagement de la base navale de Portsmouth. Certaines parties importantes de l'ensemble de travail ont lieu pour la première fois sur un navire de type 23, car le MOD cherche à prolonger la durée de vie des frégates de type 23 au-delà de la période initiale pour coïncider avec l'introduction des navires de la classe 26, le premier devrait entrer en service dès que possible après 2020. Le radar de surveillance 3D à moyenne portée de BAE Systems Artisan est aussi posé et, en juin 2013, la frégate est remise en mer. Elle essaie des obus de 7,62 mm de ses mitrailleuses polyvalentes et de ses mitraillettes, des canons de cérémonie et du système de torpilles. Début 2014, elle tire avec succès de son nouveau système de missiles Seawolf SWMLU contre des cibles remorquées, détruisant deux avions ennemis simulés écrémant la surface de la mer, ciblant avec le tout nouveau système radar 3D.
Le 20 juin 2014, l'Iron Duke est déployé pour la première fois depuis son radoub. La frégate navigue le long de l'Atlantique, vers le sud en passant par la côte ouest de l'Afrique jusqu'aux territoires britanniques d'outre-mer de la région au sein de Atlantic Patrol Tasking (South). Le 20 août 2014, l'Iron Duke reçoit un salut au canon alors qu'il s'approche de Robben Island pour accoster au Victoria & Alfred Waterfront dans la ville du Cap, en Afrique du Sud.
En janvier 2016, l'Iron Duke effectue un déploiement de six mois, notamment en étant affecté au Standing NATO Maritime Group 1.
En juin 2017, l'Iron Duke est affecté à des opérations de sécurité maritime et de formation autour du Royaume-Uni puis part vite pour représenter la Royal Navy dans l'exercice BALTOPS en mer Baltique. À la fin de l'exercice, il participe à la Semaine de Kiel 2017.
L'Iron Duke est exposé lors de la journée des Forces armées nationales à Liverpool, qui se déroule du 24 au 25 juin 2017 ; à cette occasion, le Premier ministre Theresa May monte à bord de la frégate. Elle est ouverte au public. Le 28 juin, en compagnie du Sutherland, l'Iron Duke escorte le porte-avions Queen Elizabeth pour ses premiers essais en mer.
Du 20 au 24 septembre 2023, l'Iron Duke est à Bordeaux, à l'occasion de la visite du roi Charles III dans la ville.